# Candlebox
Candlebox é uma banda de post-grunge de Seattle, Estados Unidos. Formada em dezembro de 1991, o nome original da banda era Uncle Duke; posteriormente o nome foi alterado em tributo a uma música da banda Midnight Oil.

## Integrantes
Membros atuais
- Kevin Martin – vocal, guitarra rítmica (1990–presente)
- Dave Krusen – bateria (1997–1999, 2015–presente)
- Adam Kury – baixo, backing vocals (2007–presente)
- Mike Leslie – guitarra solo (2015–presente)
- Brian Quinn – guitarra rítmica (2015–presente)

Ex membros
- Peter "Pete" Klett – guitarra solo (1990–2015)
- Scott Mercado – bateria (1990–1997, 2006–2015)
- Bardi Martin – baixo (1990–1999, 2006–2007)
- Sean Hennesy – guitarra rítmica (2006–2015)
- Robbie Allen – guitarra rítmica (1998–2000)
- Shannon Larkin – bateria (1999–2000)
- Rob Redick – baixo (1999–2000)

## Discografia
| Ano  | Título                         | Gravadora      |
| 1993 | Candlebox                      | Warner         |
| 1995 | Lucy                           | Warner         |
| 1998 | Happy Pills                    | Warner         |
| 2006 | The Best of Candlebox          | Rhino/WEA      |
| 2008 | Into The Sun                   | Warner         |
| 2012 | Love Stories and Other Musings | Universal      |
| 2016 | Disappearing in Airports       | Pavement Music |